# آلوینا گیولیومیان
آلوینا بالابکی گیولیومیان (ارمنی: Ալվինա Բալաբեկի Գյուլումյան؛ زادهٔ ۲۰ ژانویهٔ ۱۹۵۶) حقوقدان اهل ارمنستان است.